# Ruby Keeler
Ruby Keeler (Dartmouth, 25 augustus 1909 - Rancho Mirage, 28 februari 1993) was een Amerikaanse actrice.

## Levensloop en carrière
Keeler begon haar carrière in het theater in de jaren 20. Haar filmcarrière in Hollywood begon in 1930 in Show Girl in Hollywood. Vanaf 1933 bereikte haar carrière een hoogtepunt. Ze speelde naast Ginger Rogers in 42nd Street en in datzelfde jaar in Gold Diggers of 1933, weer met Ginger Rogers. Nog in 1933 acteerde ze in Footlight Parade naast James Cagney en Joan Blondell. In 1934 volgde een hoofdrol in Flirtation Walk naast Dick Powell. Dit was ook haar tegenspeler in Shipmates Forever (1935). In die tijd verscheen ze in veel films samen met Powell en Ross Alexander. Na Sweetheart of the Campus (1941) stopte ze voor lange tijd met acteren. Ze maakte haar comeback in The Phynx (1970). Haar laatste film was Beverly Hills Brats (1989) met Martin Sheen.
Keeler overleed in 1993 op 83-jarige leeftijd. Ze was tweemaal gehuwd: haar eerste huwelijk (1928-1940) was met de toenmalige filmster Al Jolson. 